# Густаво А. Мадеро
Густаво А. Мадеро (шп. Gustavo A. Madero) је градска општина града Мексика у Мексику. Општина се налази на надморској висини од 2243 м.

## Становништво
Према подацима из 2010. у општини је живело 1185772 становника.

### Хронологија
| Година       | 2000                      | 2005                      | 2010                      |
| ------------ | ------------------------- | ------------------------- | ------------------------- |
| Становништво | 1235542 (595133 / 640409) | 1193161 (573847 / 619314) | 1185772 (571233 / 614539) |

### Попис
| \| \| м \| \| \| ж \| \| 0—2 \| 23.797 \| \| \| 23.105 \| \| 3—5 \| 26.254 \| \| \| 25.553 \| \| 6—11 \| 53.895 \| \| \| 52.088 \| \| 12—14 \| 26.562 \| \| \| 26.206 \| \| 15—17 \| 28.812 \| \| \| 28.419 \| \| 18—24 \| 71.467 \| \| \| 69.834 \| \| 60+ \| 62.974 \| \| \| 85.498 \| \| Просек : \| 32,1 \| \| \| 33,7 \| |        |  |  |        |
| |        |  |  |        |
| | м      |  |  | ж      |
| 0—2 | 23.797 |  |  | 23.105 |
| 3—5 | 26.254 |  |  | 25.553 |
| 6—11 | 53.895 |  |  | 52.088 |
| 12—14 | 26.562 |  |  | 26.206 |
| 15—17 | 28.812 |  |  | 28.419 |
| 18—24 | 71.467 |  |  | 69.834 |
| 60+ | 62.974 |  |  | 85.498 |
| Просек : | 32,1   |  |  | 33,7   |

| #   | Индикатор                                                                                        | Вредност |
| --- | ------------------------------------------------------------------------------------------------ | -------- |
| 1   | Становништво од 0 до 2 године                                                                    | 46902    |
| 2   | Мушко становништво од 0 до 2 године                                                              | 23797    |
| 3   | Женско становништво од 0 до 2 године                                                             | 23105    |
| 4   | Становништво са 3 и више година                                                                  | 1123921  |
| 5   | Мушко становништво са 3 и више година                                                            | 539973   |
| 6   | Женско становништво са 3 и више година                                                           | 583948   |
| 7   | Становништво са 5 и више година                                                                  | 1089359  |
| 8   | Мушко становништво са 5 и више година                                                            | 522503   |
| 9   | Женско становништво са 5 и више година                                                           | 566856   |
| 10  | Становништво са 12 и више година                                                                 | 966131   |
| 11  | Мушко становништво са 12 и више година                                                           | 459824   |
| 12  | Женско становништво са 12 и више година                                                          | 506307   |
| 13  | Становништво са 15 и више година                                                                 | 913363   |
| 14  | Мушко становништво са 15 и више година                                                           | 433262   |
| 15  | Женско становништво са 15 и више година                                                          | 480101   |
| 16  | Становништво са 18 и више година                                                                 | 856132   |
| 17  | Мушко становништво са 18 и више година                                                           | 404450   |
| 18  | Женско становништво са 18 и више година                                                          | 451682   |
| 19  | Становништво од 3 до 5 година                                                                    | 51807    |
| 20  | Мушко становништво од 3 до 5 година                                                              | 26254    |
| 21  | Женско становништво од 3 до 5 година                                                             | 25553    |
| 22  | Становништво од 6 до 11 година                                                                   | 105983   |
| 23  | Мушко становништво од 6 до 11 година                                                             | 53895    |
| 24  | Женско становништво од 6 до 11 година                                                            | 52088    |
| 25  | Становништво од 8 до 14 година                                                                   | 123740   |
| 26  | Мушко становништво од 8 до 14 година                                                             | 62813    |
| 27  | Женско становништво од 8 до 14 година                                                            | 60927    |
| 28  | Становништво од 12 до 14 година                                                                  | 52768    |
| 29  | Мушко становништво од 12 до 14 година                                                            | 26562    |
| 30  | Женско становништво од 12 до 14 година                                                           | 26206    |
| 31  | Становништво од 15 до 17 година                                                                  | 57231    |
| 32  | Мушко становништво од 15 до 17 година                                                            | 28812    |
| 33  | Женско становништво од 15 до 17 година                                                           | 28419    |
| 34  | Становништво од 18 до 24 године                                                                  | 141301   |
| 35  | Мушко становништво од 18 до 24 године                                                            | 71467    |
| 36  | Женско становништво од 18 до 24 године                                                           | 69834    |
| 37  | Женско становништво од 15 до 49 година                                                           | 328822   |
| 38  | Становништво са 60 и више година                                                                 | 148472   |
| 39  | Мушко становништво са 60 и више година                                                           | 62974    |
| 40  | Женско становништво са 60 и више година                                                          | 85498    |
| 41  | Однос између мушкараца и жена                                                                    | 92.95    |
| 42  | Становништво од нуле до 14 година                                                                | 257460   |
| 43  | Становништво од 15 до 64 године                                                                  | 808556   |
| 44  | Становништво од 65 година и више                                                                 | 104807   |
| 45  | Просечан број деце                                                                               | 1.97     |
| 46  | Становништво рођено у ентитету                                                                   | 929282   |
| 47  | Мушко становништво рођено у ентитету                                                             | 455144   |
| 48  | Женско становништво рођено у ентитету                                                            | 474138   |
| 49  | Становништво рођено у другом ентитету                                                            | 234461   |
| 50  | Мушко становништво рођено у другом ентитету                                                      | 105153   |
| 51  | Женско становништво рођено у другом ентитету                                                     | 129308   |
| 52  | Становништво од 5 година и више резидентно у ентитету у јуну 2005. године                        | 1047023  |
| 53  | Мушко становништво старосног доба од 5 година и више, резидентно у ентитету у јуну 2005. године  | 501494   |
| 54  | Женско становништво старосног доба од 5 и више година, резидентно у ентитету у јуну 2005. године | 545529   |
| 55  | Становништво од 5 година и више које је живело у другом ентитету у јуну 2005. године             | 32269    |
| 56  | Мушко становништво старије од 5 година које је живело у другом ентитету у јуну 2005. године      | 15391    |
| 57  | Женско становништво старије од 5 година које је живело у другом ентитету у јуну 2005. године     | 16878    |
| 58  | Становништво од 3 године и више које говори аутохтони језик                                      | 14977    |
| 59  | Мушко становништво старо 3 године и више које говори аутохтони језик                             | 7362     |
| 60  | Женско становништво старо 3 године и више које говори аутохтони језик                            | 7615     |
| 61  | Становништво од 3 године и више које говори аутохтони језик и не говори шпански језик            | 114      |
| 62  | Мушко становништво старо 3 године и више које говори аутохтони језик и не говори шпански         | 35       |
| 63  | Женско становништво старо 3 године и више које говори аутохтони језик и не говори шпански језик  | 79       |
| 64  | Становништво старо 3 године и више које говори аутохтони језик и шпански                         | 12270    |
| 65  | Мушко становништво старо 3 године и више које говори аутохтони језик и шпански                   | 6032     |
| 66  | Женско становништво старо 3 године и више које говори аутохтони језик и шпански                  | 6238     |
| 67  | Становништво од 5 година и више које говори аутохтони језик                                      | 14849    |
| 68  | Становништво од 5 година и више које говори аутохтони језик и не говори шпански језик            | 104      |
| 69  | Становништво од 5 година и више које говори аутохтони језик и говори шпански језик               | 12208    |
| 70  | Становништво у домородачким домаћинствима                                                        | 33245    |
| 71  | Становништво са ограничењима у активностима                                                      | 54253    |
| 72  | Становништво са ограниченим ходањем или кретањем, горе или доле                                  | 29561    |
| 73  | Становници са ограничењима вида, чак и уз кориштење сочива                                       | 15285    |
| 74  | Становништво са ограничењима говора, комуникације или конверзације                               | 3674     |
| 75  | Становништво са ограниченим слухом                                                               | 6705     |
| 76  | Становништво са ограничењима при одевању, купању или јелу                                        | 2815     |
| 77  | Становништво са ограничењима у опажању или учењу једноставних ствари                             | 2309     |
| 78  | Становништво са менталним ограничењима                                                           | 5956     |
| 79  | Становништво без ограничења активности                                                           | 1110088  |
| 80  | Становништво од 3 до 5 година које не похађа школу                                               | 18882    |
| 81  | Мушко становништво од 3 до 5 година које не похађа школу                                         | 9596     |
| 82  | Женско становништво од 3 до 5 година које не похађа школу                                        | 9286     |
| 83  | Становништво од 6 до 11 година које не похађа школу                                              | 2353     |
| 84  | Мушко становништво од 6 до 11 година које не похађа школу                                        | 1208     |
| 85  | Женско становништво од 6 до 11 година које не похађа школу                                       | 1145     |
| 86  | Становништво од 12 до 14 година које не похађа школу                                             | 2327     |
| 87  | Мушко становништво од 12 до 14 година које не похађа школу                                       | 1275     |
| 88  | Женско становништво од 12 до 14 година које не похађа школу                                      | 1052     |
| 89  | Становништво од 15 до 17 година похађа школу                                                     | 45135    |
| 90  | Мушко становништво од 15 до 17 година похађа школу                                               | 22445    |
| 91  | Женско становништво између 15 и 17 година живота у школи                                         | 22690    |
| 92  | Становништво од 18 до 24 године похађа школу                                                     | 57868    |
| 93  | Мушко становништво од 18 до 24 године похађа школу                                               | 29618    |
| 94  | Женско становништво од 18 до 24 године похађа школу                                              | 28250    |
| 95  | Становништво од 8 до 14 година које не може да чита и пише                                       | 1449     |
| 96  | Мушко становништво старосног доба од 8 до 14 година које не може да чита и пише                  | 794      |
| 97  | Женско становништво старосног доби од 8 до 14 година које не може да чита и пише                 | 655      |
| 98  | Становништво од 15 година и више које је неписмено                                               | 19630    |
| 99  | Мушко становништво од 15 година и више које је неписмено                                         | 5464     |
| 100 | Женско становништво од 15 година и више које је неписмено                                        | 14166    |
| 101 | Становништво старо 15 и више година без школовања                                                | 27186    |
| 102 | Мушко становништво старо 15 и више година без школовања                                          | 8858     |
| 103 | Женско становништво старо 15 и више година без школовања                                         | 18328    |
| 104 | Становништво старосног доба 15 и више година са непотпуним основним образовањем                  | 56625    |
| 105 | Мушко становништво старосног доба од 15 година и више са непотпуном основним образовањем         | 22558    |
| 106 | Женско становништво старосног доба 15 и више година са непотпуном основним образовањем           | 34067    |
| 107 | Становништво старо 15 и више година са комплетним основним образовањем                           | 118389   |
| 108 | Мушко становништво старо 15 година и више са комплетним основним образовањем                     | 51226    |
| 109 | Женско становништво старо 15 и више година са комплетним основним образовањем                    | 67163    |
| 110 | Становништво старосног доба 15 и више година са непотпуним средњим образовањем                   | 40777    |
| 111 | Мушко становништво старосног доба од 15 година и више са непотпуним средњим образовањем          | 23641    |
| 112 | Женско становништво старосног доба од 15 година и више са непотпуним средњим образовањем         | 17136    |
| 113 | Становништво старо 15 и више година са пуним секундарном образовањем                             | 194334   |
| 114 | Мушко становништво старосног доба од 15 година и више са пуним секундарном образовањем           | 98331    |
| 115 | Женско становништво старосног доба од 15 година и више са пуним секундарном образовањем          | 96003    |
| 116 | Становништво старије од 18 година са постосновним образовањем                                    | 437147   |
| 117 | Мушко становништво старије од 18 година са постосновним образовањем                              | 213228   |
| 118 | Женско становништво старије од 18 година са постосновним образовањем                             | 223919   |
| 119 | Просечна оцена школовања                                                                         | 10.23    |
| 120 | Просечан ниво образовања мушке популације                                                        | 10.49    |
| 121 | Просечан ниво образовања женског становништва                                                    | 10       |
| 122 | Економски активно становништво                                                                   | 526179   |
| 123 | Економски активна мушка популација                                                               | 320071   |
| 124 | Економски активна женска популација                                                              | 206108   |
| 125 | Становништво које није економски активно                                                         | 428795   |
| 126 | Мушко становништво које није економски активно                                                   | 130388   |
| 127 | Женско становништво које није економски активно                                                  | 298407   |
| 128 | Запослено становништво                                                                           | 497600   |
| 129 | Запослено мушко становништво                                                                     | 300304   |
| 130 | Запослено женско становништво                                                                    | 197296   |
| 131 | Незапослена популација                                                                           | 28579    |
| 132 | Незапослена мушка популација                                                                     | 19767    |
| 133 | Незапослена женска популација                                                                    | 8812     |
| 134 | Становништво без права на здравствене услуге                                                     | 364663   |
| 135 | Становништво које има право на здравствене услуге                                                | 803418   |
| 136 | Становништво које има право на ИМСС                                                              | 461056   |
| 137 | Становништво које има право на социјално осигурање                                               | 138117   |
| 138 | Становништво које има право на државно социјално осигурање                                       | 1805     |
| 139 | Становништво које има право на опште осигурање или здравствено осигурање за нову генерацију      | 146766   |
| 140 | Становништво које је било једном или није било у браку током 12 година и више                    | 360162   |
| 141 | Венчано или уједињено становништво од 12 година и више                                           | 477015   |
| 142 | Становништво које је било у браку или уједињено 12 година и више                                 | 126901   |
| 143 | Становништво са католичком религијом                                                             | 1002045  |
| 144 | Протестанти, еванђелисти и библијски следбеници различити од еванђелиста                         | 85188    |
| 145 | Становништво са другим религијама различитим од претходних                                       | 2638     |
| 146 | Становништво без религије                                                                        | 53723    |
| 147 | Укупно пописаних домаћинства                                                                     | 315788   |
| 148 | Пописна домаћинства на челу са мушкарцима                                                        | 218131   |
| 149 | Пописна домаћинства на челу са женама                                                            | 97657    |
| 150 | Становништво у пописним домаћинствима                                                            | 1156511  |
| 151 | Становништво у пописним домаћинствима на челу са мушкарцима                                      | 842038   |
| 152 | Становништво у пописним домаћинствима на челу са женама                                          | 314473   |
| 153 | Укупно домаћинстава                                                                              | 352986   |
| 154 | Укупно насељених домаћинстава                                                                    | 320756   |
| 155 | Укупно приватних кућа                                                                            | 348018   |
| 156 | Насељени приватни домови                                                                         | 315788   |
| 157 | Укупно насељених приватних кућа                                                                  | 320663   |
| 158 | Ненасељене приватне куће                                                                         | 23568    |
| 159 | Појединачна домаћинства за привремену употребу                                                   | 8662     |
| 160 | Становници у насељеним приватним кућама                                                          | 1156511  |
| 161 | Насељеност станара у приватним становима                                                         | 3.66     |
| 162 | Просечно становника по соби у приватним насељеним домаћинствима                                  | 0.89     |
| 163 | Појединачна домаћинства са подовима од различитих материјала од земље                            | 309711   |
| 164 | Појединачна домаћинства у приземљу                                                               | 2979     |
| 165 | Појединачна домаћинства са једном спаваћом собом                                                 | 104511   |
| 166 | Појединачна домаћинства са две спаваће собе и више                                               | 209932   |
| 167 | Појединачна домаћинства са једним собом                                                          | 16567    |
| 168 | Појединачна домаћинства са две собе                                                              | 41378    |
| 169 | Појединачна домаћинства са 3 собе и више                                                         | 256006   |
| 170 | Појединачна домаћинства која имају електрично светло                                             | 314568   |
| 171 | Појединачна домаћинства која немају електрично светло                                            | 183      |
| 172 | Појединачна домаћинства која имају водоводну воду у стамбеном простору                           | 312305   |
| 173 | Појединачна домаћинства која немају водоводну воду у стамбеном простору                          | 1766     |
| 174 | Појединачна домаћинства која имају тоалет                                                        | 313144   |
| 175 | Појединачна домаћинства која имају канализацију                                                  | 313379   |
| 176 | Појединачна домаћинства која немају канализацију                                                 | 414      |
| 177 | Појединачна домаћинства која имају електрично светло, довод воде из јавне мреже и канализацију   | 311003   |
| 178 | Појединачна домаћинства без икаквих услова                                                       | 830      |
| 179 | Појединачна домаћинства која имају радио                                                         | 286233   |
| 180 | Појединачна домаћинства која имају телевизор                                                     | 309971   |
| 181 | Појединачна домаћинства која имају фрижидер                                                      | 287114   |
| 182 | Појединачна домаћинства која имају машину за веш                                                 | 243385   |
| 183 | Појединачна домаћинства која имају аутомобил или комби                                           | 133434   |
| 184 | Појединачна домаћинства која имају рачунар                                                       | 138195   |
| 185 | Појединачна домаћинства која имају фиксну телефонску линију                                      | 220650   |
| 186 | Појединачна домаћинства која имају мобилни телефон                                               | 228781   |
| 187 | Појединачна домаћинства која имају приступ интернету                                             | 104847   |